# Краљевски југословенски аероклуб Наша крила
Национални Аероклуб Србије „Наша крила“ (НАКС) (енгл. National Aeroclub of Serbia) је удружење грађана чији је циљ развој цивилног ваздухопловства у Србији.

## Историјат
Све што је у земљи Србији основано у кафани има шансе на успех. Тако је и са овим удружењем. Основано је у Београду у кафани "код Белог орла" 22. октобра 1921. године. Основали су га српски авијатичари ратни ветерани са Солунског фронта под називом „Српски Аероклуб“. Оснивачи су били: Матија Хођера, Орестије Крстић, Драгољуб Ристић, Сава Микић, Драгиша Вујић, Др. Рудолф Арчибалд Рајс, Драгољуб Митровић-Јанковић, Драгош Адамовић, Јован Шрепловић, Атилије Распор, Сава Симић, Михајло Бошковић, Петар Ђурковић, Ђорђе Мирковић и поручник Богдан Богдановић. За почасног председника Аероклуба изабран је др. Рудолф Арчибалд Рајс, за председника Матија Хођера, за секретара Сава Микић, за благајника Драгиша Вујић и за библиотекара Сава Симић.
Прва редовна скупштина Аероклуба одржана је 14. маја 1922. године на којој је изабран управни и надзорни одбор, усвојена правила клуба и изабрано ново руководство. Нову управу Аероклуба су сачињавали: председник Матија Хођера, потпредседник Тадија Сондермајер, секретар Милан Ивановић, благајник Драгиша Вујић и библиотекар Сава Симић. На овој скупштини је промењен и назив тако да је од ње Аероклуб званично носио назив „Аероклуб Срба, Хрвата и Словенаца” тј. добија југословенски карактер. Марта 1923. године, доживотни почасни председник постао је кнез Павле Карађорђевић. У јуну 1924. је изашао први број часописа „Наша крила”; администрација и редакција су се налазили у стану Аеро-Клуба, у ул. Милоша Великог 17.
Аероклуб је неколико пута мењао име, 1928. званичан назив му је Аероклуб Краљевине Југославије „Наша крила”, и коначно 1935. Краљевски југословенски Аероклуб „Наша крила”.
Клуб је постао члан Међународне ваздухопловне федерације (ФАИ) од свог оснивања.
Циљеви ове националне установе цивилног ваздухопловства били су: подизање ваздухопловне културе, образовање потребних кадрова, оснивање домаће аеро-наутичке индустрије, развијање ваздушних саобраћајних линија, истраживање животињског света из ваздуха, снимање земљишта и градова, развој ваздухопловног спорта и организовање спортских манифестација, ангажовање ваздушне полиције.
Од 1924—1941, Аероклуб издаје свој часопис Наша крила(први број је изашао 1. јуна 1924. године), а од половине тридесетих година и посебан прилог за подмладак — Млада крила.
Клуб се развијао све до 1941. године, а 1939. је имао око 54.000 чланова. Почетком Другог светског рата клуб је престао да постоји јер је окупатор, нацистичка Немачка, забранио рад и распустио организацију пошто је имала национална и патриотска обележја, по наредби генерал-пуковника Максимилијана фон Вајкса, окупационог команданта Србије.

## Аероклуб данас
После распада Социјалистичке Југославије дошло је до распада и ваздухопловног система. Осамнаест предратних чланова Аероклуба Наша Крила, 72 члана оснивача и 4 оснивача-колективни чланови су 1. августа 1993. године обновили рад Аероклуба Наша Крила.
Аероклуб Србије је уписан 17. септембра 2010. године у Регистар удружења код Агенције за привредне регистре Републике Србије под називом: Национални Аероклуб Србије „Наша Крила“ (НАКС) са седиштем у Београду Узун Миркова бр.4, настављајући традицију Српског Аероклуба основаног 22. октобра 1921. године.
Чиме се бави Национални Аероклуб Србије "Наша Крила" данас:
- наставило се са издавањем листа „Наша крила“, док је било средстава и ваздухопловство како-тако функционисало,
- преко електронских медија обавештава се јавност о дешавањима у авијацији у свету и код нас,
- организовали округле столове ради промене Закона у ваздухопловству,
- организовали до сада десетак аеромитинга у Београду на Калемегдану,
- организовали академије на дан оснивања првог српског АК, 22. октобра,
- организовали разне друге манифестације, н.пр. јубилеј Браће Рајт, спасавање америчких авијатичара у Другом светском рату (уз помоћ МСП), помагали манифестације првенства државе у једриличарству итд.
- давали разне предлоге у вези јачања ваздухопловног саобраћаја и индустрије,
- и што је најважније, стално се води брига о младима; организовали обуку за пилоте почетнике на рачунару,
- преко АК ЈАТ организује се параглајдинг обука и учествује на манифестацијама у овом спорту,
- непрестано се води брига о имовини АК – тековини наших претходника, да се имовина коју су они створили користи онако како је намењена за добробит ваздухопловства у Србији.